# 新奧爾巴尼鎮區 (愛荷華州斯托里縣)
新奧爾巴尼鎮區（英語：New Albany Township）是位於美國愛荷華州斯托里縣的一個行政鎮區。

## 地方資料
根據2010年美國人口普查的數據，新奧爾巴尼鎮區的面積為89.83平方千米，當中陸地面積為89.71平方千米，而水域面積為0.12平方千米。當地共有人口6820人，而人口密度為每平方千米75.92人。